# モノイド圏
数学におけるモノイド圏（モノイドけん、英: monoidal category; モノイド的圏、モノイダル圏）あるいはテンソル圏（テンソルけん、英: tensor category）は、（自然同型の違いを除いて結合的な双函手 ⊗: C × C → C と、⊗ について（再び自然同型の違いを除いて）左および右単位元となる対象 I を備えた圏 C である。この圏における自然同型は、関連する全ての図式を可換にすることを保証したコヒーレンス条件（一貫性条件、整合条件）に従わなければならない。したがって、モノイド圏は抽象代数におけるモノイドの圏論的な緩い類似物である。
ベクトル空間、アーベル群、R-加群、R-多元環などの間に定義される通常のテンソル積は、それぞれの概念に付随する圏にモノイド構造を与える。ゆえにモノイド圏をこれら、あるいは他の例の一般化として見ることもできる。
圏論において、モノイド圏はモノイド対象の概念とそれに付随する作用を定義する。また、豊穣圏を定義する際にも使われる。
モノイド圏は圏論以外の分野において多数の応用を持つ。直観的線型論理の multiplicative fragment のモデルを定義し、物性物理学においてトポロジカル秩序相の数学的な基盤を与え、組み紐モノイド圏は場の量子論やひも理論に応用をもつ。

## 形式的定義
モノイド圏 (C, ⊗, I, α, λ, ρ) は、以下に挙げる構造を備える圏 C を言う:
- テンソル積あるいはモノイド積と呼ばれる双函手 ⊗: C × C → C,
- モノイド単位あるいは単位対象と呼ばれる対象 I,
- テンソル積が以下の条件を満足するという事実を表す、ある種の整合性条件を満足する三つの自然同型 α および λ, ρ:
  - 結合律: 各三対象 A, B, C に対する成分が同型 {\displaystyle \alpha _{A,B,C}\colon (A\otimes B)\otimes C\cong A\otimes (B\otimes C)}で与えられる、結合子 (associator) と呼ばれる自然同型 α が存在する。
  - 左単位律および右単位律: 成分がそれぞれ {\displaystyle \lambda _{A}\colon I\otimes A\cong A,\quad \rho _{A}\colon A\otimes I\cong A} で与えられ、それぞれ左単位子、右単位子 (unitor) と呼ばれるふたつの自然同型 λ, ρ が存在する。

ここで、これらの自然変換に対する整合性条件とは次のようなものである。
- C の任意の対象 A, B, C, D に対し、図式 モノイド圏における五角形図式 は可換である。
- C の任意の対象 A に対し、図式 モノイド圏における三角形図式 は可換である。

自然変換 α, λ, ρ が恒等変換である（すなわち結合律、単位律が同型でなく等号で成立する）ようなモノイド圏は、強モノイド圏、狭義モノイド圏、厳密モノイド圏 (strict monoidal category) などと呼ぶ。任意のモノイド圏は、ある強モノイド圏にモノイド同値である。

## 例
- 有限積を持つ圏は、いずれも積をモノイド積、終対象を単位対象としてモノイド圏の構造を持つ。これをしばしばデカルトモノイド圏と呼ぶ。
  - 集合の圏 Set は直積をモノイド積、一元集合を単位対象とするモノイド圏になる。
  - 小さい圏の圏 Cat は双圏（英語版）として、圏の直積（英語版） をモノイド積、単対象離散圏（対象も射もただ一つの圏）を単位対象とするモノイド圏である。
- 双対的に、有限余積を持つ圏は、いずれも余積をモノイド積、始対象を単位対象としてモノイダル圏の構造を持つ。
- 可換環 R 上の加群の圏 R-Mod は加群のテンソル積 ⊗R をモノイド積、R を単位対象としてモノイド圏を成す。
  - 特に、体 k 上のベクトル空間の圏 k-Vect は k を単位対象としてモノイド圏の構造を持つ。
  - 可換群の圏 Ab は整数の加法群 Z を単位対象としてモノイド圏の構造を持つ。
  - 可換環 R 上の多元環の圏 R-Alg は R を単位対象としてモノイド圏の構造を持つ。
- 点付き位相空間の圏（の例えばコンパクト生成空間（英語版）に対象を制限したもの）はスマッシュ積をモノイド積、点付き 0-次元球面（つまり相異なる二点）を単位対象としてモノイド圏の構造を持つ。
- 圏 C 上の自己函手（英語版）全体からなる圏は函手の合成をモノイド積、恒等函手を単位対象として強モノイド圏の構造を持つ。
- 任意の圏 E に対してその任意の一対象が張る充満部分圏がモノイドとなるのとまったく同様にして、任意の2-圏（英語版） E に対して任意の対象 C ∈ Ob(E) に対し C の張る E の充満部分 2-圏はモノイド圏を成す。E = Cat の場合には上で述べた自己函手の圏の例を得る。
- 上に有界な下半束は交わりをモノイド積、最大元を単位対象として強対称モノイド圏の構造を持つ。

## 性質と関連概念
- 定義の節に挙げられた三つの図式に関する条件から、そのような（すなわち、射が α, λ, ρ, 恒等射, テンソル積の組合せからなる任意の）図式の成す大きいクラスが可換となることが従う（やや不正確だが、そのような図式が「すべて」可換となるともいう）。これをマックレーンのコヒーレンス定理（英語版）という[1]。
- モノイド圏において、抽象代数学における通常のモノイドの概念を一般化する、モノイド対象の一般概念が与えられる。通常のモノイドはちょうど集合の圏 Set におけるモノイド対象である。さらに言えば、任意の厳密モノイド圏は圏の圏 Cat における（圏の直積の定めるモノイド構造に関する）モノイド対象と見なすことができる。
- モノイド函手（英語版）とはテンソル積を保つモノイド圏の間の函手を言い、またモノイド自然変換（英語版）とはそのような（つまりテンソル積と両立する）函手の間の自然変換を言う。
- 任意のモノイド圏は、ただ一つの対象 □ のみを持つ双圏（英語版） B の射対象圏 B(□, □) とみなせる。
- 圏 C がモノイド圏 M で豊饒化されているとは、C の対象からなる対の間の射の集合という概念を、C の対象からなる対の間の射の成す M-対象の概念に置き換えるものである。

### 自由強モノイド圏
任意の圏 C に対して、C を含む自由強モノイド圏 Σ(C) が次のように構成される。
- Σ(C) の対象は C の対象の有限列 A1, …, An である。
- Σ(C) の対象 A1, …, Am から B1, …, Bn への射は、m = n ならば射の列 f1: A1 → B1, …, fm: Am → Bm として定義され、かつ定義されるのはその場合に限る。
- Σ(C) の対象 A1, …, Am と B1, …, Bn のテンソル積は列の結合 A1, …, Am, B1, …, Bn であり、同様にふたつの射のテンソル積も射の列の結合によって与えられる。

C を Σ(C) に写す作用素 Σ は Cat 上の強 2-モナドまで拡張することができる。

## モノイド圏の特殊化
- モノイド圏において積 A ⊗ B と B ⊗ A の間には一貫性条件に整合する形で自然同型が存在するならば、それを組み紐付きモノイド圏（英語版）と呼ぶ。さらにもしこの自然同型が自身を逆に持つならば、対称モノイド圏（英語版）が得られる。
- 閉モノイド圏はモノイド圏であってそのテンソルをとる函手が右随伴を持つ（それにより「内部射函手」("internal Hom-functor") の概念を生じる）ものをいう。
- 自律圏（英語版）（あるいはコンパクト閉圏、剛性圏（英語版））は、よい性質を持つ双対を持つモノイド圏である。これは有限次元ベクトル空間の圏 FdVect を抽象化した概念である。
- ダガー対称モノイド圏（英語版）はダガー函手を追加で備えた対称モノイド圏で、有限次元ヒルベルト空間の圏 FdHilb の抽象化である。これにはダガーコンパクト圏（英語版）も含まれる。
- 淡中圏は体で豊饒化されたモノイド圏で、線型代数群の表現圏と非常によく似ている。

## 注
1. 1 2  清水 2014, p. 5.